# Dorfbrunnen Umiken

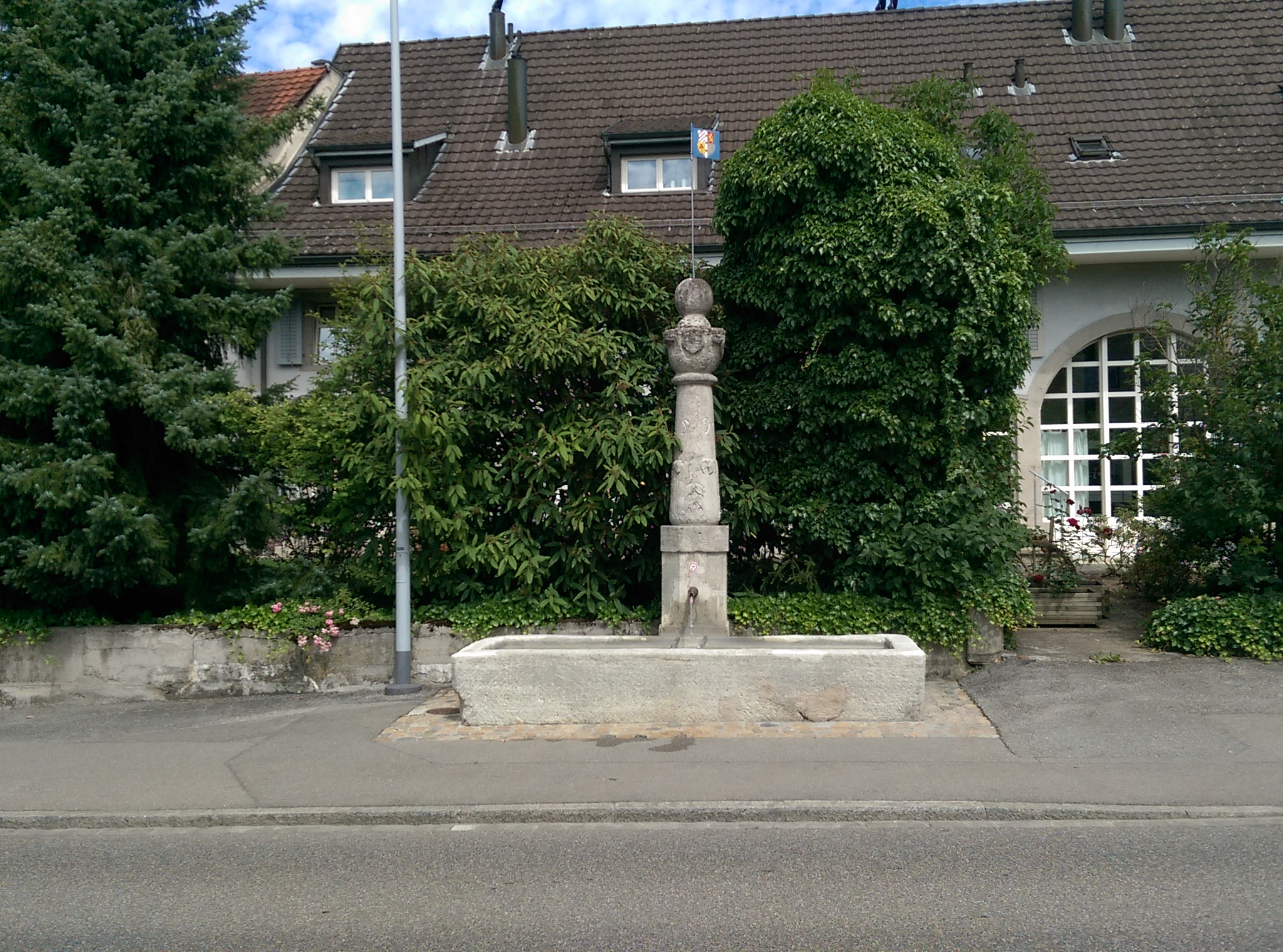
Der 1597 errichtete Dorfbrunnen von Umiken

Der Dorfbrunnen Umiken ist ein denkmalgeschützter Brunnen an der Villnacherstrasse im Brugger Stadtteil Umiken. Er ist ein Kulturgut von regionaler Bedeutung.
Es handelt sich beim Dorfbrunnen um einen Spätrenaissancebrunnen, der 1597 errichtet wurde. Der lange, zweiteilige Rechtecktrog wird überragt von einem Brunnenstock mit Balustersäule, der von Akanthusblättern verziert wird. Am Kapitell befinden sich vier Wappen, unter anderem der Familie Grülich. Der Stock wird von einer Kugel bekrönt. Seit 1948 steht der Dorfbrunnen unter kantonalem Denkmalschutz.